# Heure normale de l'Inde
Pour les articles homonymes, voir IST.
L'heure normale de l'Inde (anglais : Indian Standard TIme ou IST) est l'heure légale observée en Inde. Elle correspond au fuseau horaire UTC+5:30.
Le Sri Lanka utilise la même heure légale depuis le 15 avril 2006.

## Histoire
La première utilisation d'une heure locale précise pour l'Inde remonte à 1802, lorsque l'observatoire de Madras établit l'heure standard locale à 5 heures et 30 minutes d'avance par rapport à celle de l'observatoire royal de Greenwich.
En 1884, l'Inde est divisée en deux fuseaux horaires. À l'ouest, Bombay utilise une heure de 4 heures et 51 minutes en avance sur GMT ; à l'est, Calcutta est placée à 5 heures, 30 minutes et 21 secondes en avance sur GMT.
Le pays passe à un fuseau horaire unique en 1906 : l'heure légale est mesurée par rapport à l'heure solaire moyenne sur le méridien 82,5° est, qui sépare les fuseau UTC+05:00 et UTC+06:00 et passe légèrement à l'est d'Allahabad. Calcutta conserve néanmoins son heure distincte jusqu'en 1948 et Bombay jusqu'en 1955.
À l'Indépendance de l'Inde en 1947, le fuseau horaire unique est conservé. L'observatoire central est déplacé de Madras (80°E) à Mirzapur, près d'Allahabad dans l'Uttar Pradesh, dont la longitude de 82° 35' E correspond à peu près au méridien de référence.
Toutefois, l'Inde couvrant une distance est-ouest de 2 933 km, le soleil se lève et se couche dans le nord-est de l'Inde deux heures avant de faire de même dans le Rann de Kutch, à l'extrême ouest du pays. Cette caractéristique a poussé le gouverneur d'Assam à proposer officiellement au gouvernement national d'abandonner l'heure normale de l'Inde en faveur de la restauration de plusieurs fuseaux horaires.

## Heure d'été
L'Inde n'observe actuellement pas l'heure d'été.
L'heure d'été a été brièvement observée pendant la guerre sino-indienne de 1962 et les guerres indo-pakistanaises de 1965 et 1971.

## Calcul

Situation de Mirzapur et du 82,5° de longitude, référence de l'heure normale de l'Inde

L'heure normale de l'Inde est calculée sur la base de la longitude 82,5° qui passe juste à l'ouest de la ville de Mirzapur en Uttar Pradesh. 
La différence de longitude entre le méridien de Mirzapur et l'Observatoire royal de Greenwich au Royaume-Uni est précisément de 5 heures et 30 minutes. L'heure locale est calculée à partir d'une tour horloge à l'Observatoire d'Allahabad même si les dispositifs de maintien de l'heure légale sont confiés au National Physical Laboratory à New Delhi.